# فرديناند روزنبرغ
فرديناند روزنبرغ (بالألمانية: Ferdinand Rosenberger) (و. 1846 – 1899 م) هو عالم طبيعة، وفيزيائي من الإمبراطورية الألمانية .
توفي عن عمر يناهز 53 عاماً.